# Moinho de algodão

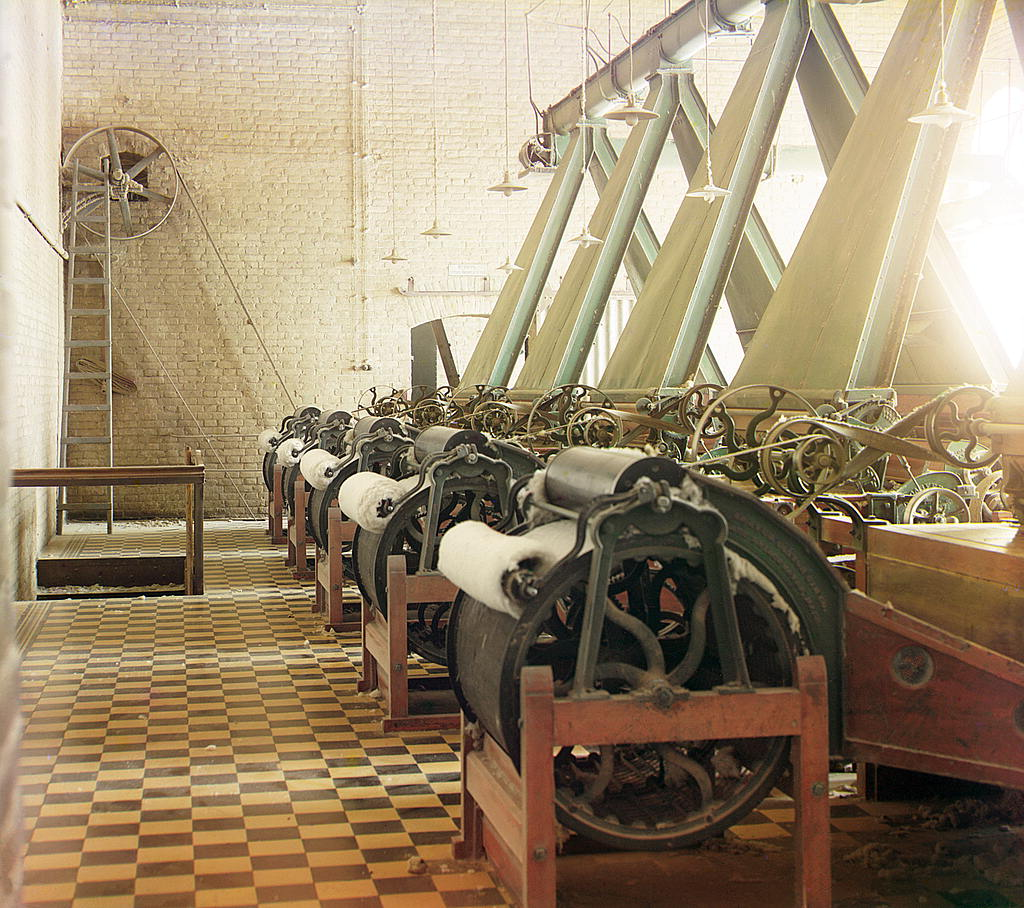
Moinho de algodão que esteve em funcionamento de 1905 a 1915, em Tasquente, Uzbequistão

Moinho de algodão é um edifício que abriga máquinas de fiação ou tecelagem para a produção de fios ou tecidos de algodão, um produto importante durante a Revolução Industrial no desenvolvimento do sistema fabril.